# SdKfz 10
SdKfz 10 är en tysk halvbandvagn som användes i stor omfattning under andra världskriget. Den användes främst som dragfordon för olika lättare artilleripjäser som 2cm FlaK 38, 7,5 cm leichtes Infanteriegeschütz 18 och PAK 38.Chassit kom senare att vidare utvecklas till den pansarade halvbandvagnen SdKfz 250. Utvecklningen av fordonet började 1932 hos Demag och den första prototypen var klar 1934. Serieproduktion började 1937 och upphörde under 1944.
| före 1 september 1939 | efter 1 september 1939 | 1940  | 1941  | 1942  | 1943  | 1944 | 1945 | Antal i tjänst 1 mars 1945 |
| --------------------- | ---------------------- | ----- | ----- | ----- | ----- | ---- | ---- | -------------------------- |
| 928                   | 587                    | 3 094 | 3 511 | 2 883 | 2 724 | 891  | 80   | 2 255                      |

## Varianter
Sammanlagt omkring 17 000 exemplar tillverkades av de olika varianterna.
- SdKfz 10/1 - Lätt gasspårningsfordon
- SdKfz 10/2 - Lätt gassaneringsfordon
- SdKfz 10/3 - Leichter Sprüh-Kraftwagen
- SdKfz 10/4 - Lätt självgående lvkan 20 mm (FlaK 30). Totalt tillverkades 610 stycken mellan 1938 och 1944 för Flak-enheter ur Luftwaffe och Heer.[2]

- SdKfz 10/5 - Lätt självgående lvkan 20 mm (FlaK 38)

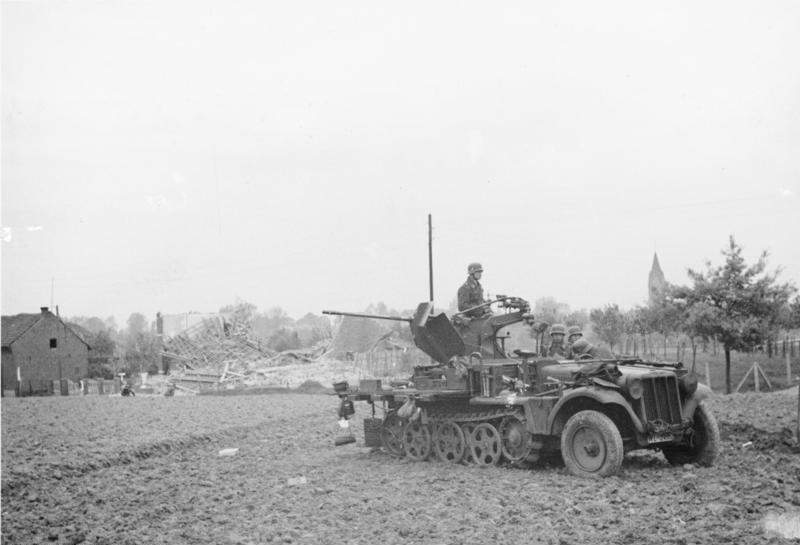
SdKfz 10/4 vid en bro över Albertkanalen den 11 maj 1940

## Användning i Sverige som Artilleritraktor m/40
Sommaren 1940 levereras 12 st SdKfz 10 till A8 i Boden. Dessa ska användas som dragfordon till 10,5 cm Haubits m/39 som också köpts från Tyskland. Beteckningen i Sverige blir Artilleritraktor m/40, förkortat Arttrak m/40. Sverige vill redan 1941 köpa fler av dessa, men krigssituationen har nu gjort det omöjligt. Uppdraget gick då istället till Volvo att tillverka en "kopia". Enda kravet var att bandlänkarna skulle vara likadana. Detta fordon blir när det är klart 1943 Arttrak m/43 eller Volvo HBT.
Efter kriget anskaffar A8 ytterligare 12 st SdKfz 10, dels direkt inköpta som surplus och dels från en svensk företagare som på egen hand köpt surplus i Norge. Dessa 24 vagnar används i utbildning av pjäsgrupper under hela 1950-talet på A8. 1966 säljs samtliga på anbud och de flesta hamnar i byarna runt Boden/Kalix. Där spåras de upp i mitten på 1970-talet och säljs utomlands, den sista kända lämnar Sverige 1992.